# Церковь Парк-Стрит
Це́рковь Парк-Стрит (англ. Park Street Church) — консервативно-конгрегациональная церковь в центральной части Бостона, рядом с парком Бостон-Коммон. Её строительство было начато в 1809 году, и она была построена в очень короткий срок — от начала строительства до освящения церкви прошло меньше года.
Является третьей из шестнадцати точек на исторической Тропе Свободы.

## История и архитектура
Документ об основании церкви был подписан 27 февраля 1809 года — именно от этой даты принято отсчитывать историю церкви Парк-Стрит, которая в 2009 году отметила своё 200-летие.
Место для строительства новой церкви было выбрано в марте 1809 года — у пересечения улиц Парк (Park Street) и Тремонт (Tremont Street), где ранее находилось бостонское зернохранилище.
Церковь Парк-Стрит строилась по проекту английского архитектора Питера Баннера. Считается, что этот проект был выполнен в стиле, навеянном работами известного английского архитектора Кристофера Рена (1632—1723). В частности, шпиль церкви Парк-Стрит был спроектирован по образу шпиля лондонской церкви Святой Бригитты (англ. St Bride's Church).
Во время войны 1812 года в подвале церкви хранили порох. С тех пор за местом, где находится церковь, закрепилось название «серный угол» (англ. Brimstone Corner).
Высота церкви со шпилем составляет 217 футов (66 м). После окончания строительства в 1810 году, она стала самым высоким зданием Бостона, превысив Старую Северную церковь. Церковь Парк-Стрит оставалась самым высоким зданием города до 1867 года, когда была построена Ковенантская церковь (англ. Church of the Covenant).